# Hagnon
Hagnon var en atensk fältherre och politiker under 400-talet f.Kr.
Hagnon grundade 437 f.Kr. staden Amfipolis. Efter peloponnesiska krigets utbrott var han ivrig motståndare till Perikles och genomdrev 430 f.Kr. att denne avsattes som strateg. Hagnon var far till den kände statsmannen Theramenes.